# Picus squamatus
El pito escamoso (Picus squamatus), es una especie de ave piciforme de la familia Picidae. Es nativo del subcontinente Indio y las regiones adyacentes.

## Hábitat
Habita en bosques templados y bosques húmedos a través de Afganistán, Irán, India, Nepal, Pakistán y Turkmenistán..

## Subespecies
Se reconocen dos subespecies:
- Picus squamatus flavirostris (Menzbier, 1886)
- Picus squamatus squamatus Vigors, 1831